# Peralejos de Abajo
Peralejos de Abajo è un comune spagnolo di 189 abitanti situato nella comunità autonoma di Castiglia e León.